# مرسى ثلمت
مرسى ثلمت هو ميناء صغير يقع على بعد 7 كم جنوب الزعفرانة في محافظة البحر الأحمر.
يوجد بالمرسى فنارين.

## المناخ
يعتبر المناخ في مرسى ثلمت حاراً. إذ يبلغ متوسط درجة الحرارة 25 درجة مئوية وشهر يوليو هو أكثر الشهور حرارة عند متوسط 34 درجة مئوية وأبرد شهر هو يناير عند متوسط 14 درجة مئوية. ويبلغ متوسط هطول الأمطار 107 ملم في السنة. ويعتبر مايو الشهر الأكثر هطولاً للأمطار بمعدل 21 مم من الأمطار وإبريل الأكثر رطوبة بنسبة 2 مم.
| مخطط المناخ مرسى ثلمت | مخطط المناخ مرسى ثلمت | مخطط المناخ مرسى ثلمت | مخطط المناخ مرسى ثلمت | مخطط المناخ مرسى ثلمت | مخطط المناخ مرسى ثلمت | مخطط المناخ مرسى ثلمت | مخطط المناخ مرسى ثلمت | مخطط المناخ مرسى ثلمت | مخطط المناخ مرسى ثلمت | مخطط المناخ مرسى ثلمت | مخطط المناخ مرسى ثلمت |
| --- | --------------------- | --------------------- | --------------------- | --------------------- | --------------------- | --------------------- | --------------------- | --------------------- | --------------------- | --------------------- | --------------------- |
| 01 | 02                    | 03                    | 04                    | 05                    | 06                    | 07                    | 08                    | 09                    | 10                    | 11                    | 12                    |
| 6 21 6 | 3 23 9                | 5 27 13               | 2 30 16               | 21 35 21              | 11 37 22              | 16 40 27              | 15 40 28              | 12 38 26              | 8 33 20               | 5 28 19               | 4 23 12               |
| متوسط درجة-الحرارة °س مجاميع الهطل مم |                       |                       |                       |                       |                       |                       |                       |                       |                       |                       |                       |
| بالوحدات الإنكليزية \| 01 \| 02 \| 03 \| 04 \| 05 \| 06 \| 07 \| 08 \| 09 \| 10 \| 11 \| 12 \| \| 0.2 70 43 \| 0.1 73 48 \| 0.2 81 55 \| 0.1 86 61 \| 0.8 95 70 \| 0.4 99 72 \| 0.6 104 81 \| 0.6 104 82 \| 0.5 100 79 \| 0.3 91 68 \| 0.2 82 66 \| 0.2 73 54 \| \| متوسط درجة-الحرارة °ف مجاميع الهطول ″ \| \| \| \| \| \| \| \| \| \| \| \| |                       |                       |                       |                       |                       |                       |                       |                       |                       |                       |                       |
| 01 | 02                    | 03                    | 04                    | 05                    | 06                    | 07                    | 08                    | 09                    | 10                    | 11                    | 12                    |
| 0.2 70 43 | 0.1 73 48             | 0.2 81 55             | 0.1 86 61             | 0.8 95 70             | 0.4 99 72             | 0.6 104 81            | 0.6 104 82            | 0.5 100 79            | 0.3 91 68             | 0.2 82 66             | 0.2 73 54             |
| متوسط درجة-الحرارة °ف مجاميع الهطول ″ |                       |                       |                       |                       |                       |                       |                       |                       |                       |                       |                       |

| 01                                    | 02        | 03        | 04        | 05        | 06        | 07         | 08         | 09         | 10        | 11        | 12        |
| 0.2 70 43                             | 0.1 73 48 | 0.2 81 55 | 0.1 86 61 | 0.8 95 70 | 0.4 99 72 | 0.6 104 81 | 0.6 104 82 | 0.5 100 79 | 0.3 91 68 | 0.2 82 66 | 0.2 73 54 |
| متوسط درجة-الحرارة °ف مجاميع الهطول ″ |           |           |           |           |           |            |            |            |           |           |           |